# غينايس
بلدية غينايس (بالإسبانية: Güeñes)‏ هي بلدية تقع في مقاطعة بيسكاي, التي تقع في منطقة الباسك شمالي إسبانيا.

## أعلام
- أنطونيو فيراز

## وصلات خارجية
- (بالإسبانية)